# Fréquence de coupure
La fréquence de coupure d'un circuit électronique est la fréquence limite de fonctionnement utile d'un circuit électronique.  La pulsation de coupure est la pulsation correspondante.
Les fréquences de coupure basse et haute définissent la bande passante.
Conventionnellement, cette limite est souvent fixée à la fréquence pour laquelle la puissance de sortie est réduite de moitié, pour un signal d'entrée de même amplitude, par rapport à la puissance de sortie à la fréquence de référence. 

## Concept
Dans un circuit électronique linéaire, tout signal peut se décomposer en une somme de signaux appartenant à une bande de fréquence arbitrairement étroite.
Tout circuit peut se décomposer en éléments abstraits, dont les fonctions sont indifférentes à la fréquence du signal, sauf un qui est un filtre électronique qui détermine la proportion transmise en fonction de la fréquence.
La fréquence de coupure d'un circuit est celle de ce filtre.
Un filtre passe-bande parfait, idéal, laisserait passer intactes toutes les composantes du signal de toutes les fréquences entre fmin et fmax, et aucune en dehors de cette plage. Inversement, un  filtre coupe-bande parfait supprimerait toutes les fréquences de la plage, laissant intactes les autres composantes du signal.
Pour ces filtres idéaux, les fréquences de coupure, basse et hautes, sont facilement repérables : ce sont  fmin et fmax.

## Circuits réels
Les circuits réels ne connaissent pas de limite précise à leur fonctionnement. On établit des gabarits pour définir les zones utiles.
On définit la bande passante d'une chaîne de transmission par
- un niveau d'entrée, d'amplitude Ue quelle que soit la fréquence ;
- une fréquence de référence fref donnant un niveau de sortie Uref pour le niveau d'entrée Ue ;
- une tolérance ou gabarit pour le signal en sortie : + et -  n % ou décibels[2].

Les fréquences auxquelles le signal en sortie sort de la tolérance sont les fréquences de coupure.
Une spécification de fréquence de coupure ou de bande passante devrait indiquer la tolérance ou le gabarit utilisés.

### La moitié de la puissance

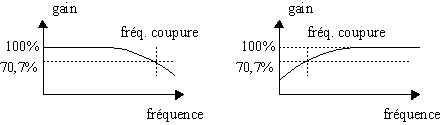
Fréquence de coupure d'un filtre passe-bas et passe-haut

La convention la plus générale pour la tolérance est [+0, −3 décibels (dB)],  correspondant à une puissance de sortie réduite de moitié. La puissance étant proportionnelle au carré de l'amplitude, l'amplitude du signal de sortie est atténuée de √(1/2) (≈ 0,707).
Des signaux d'une amplitude et d'une puissance non négligeables peuvent être transmis au-delà de la fréquence de coupure.

Cette convention s'applique quand on s'intéresse plus à la transmission correcte des signaux en deçà de la fréquence de coupure, qu'à la suppression des signaux au-delà.
Dans cette convention :
- La fréquence de coupure est à l'intersection des tracés asymptotiques d'un diagramme de Bode[5].
- La pulsation de coupure {\displaystyle \omega _{c}=2\pi f_{c}} est égale à l'inverse de la constante de temps τ de la réponse impulsionnelle.

La fonction de transfert d'un filtre à la fréquence de coupure est de la forme :
Dans le cas d'un filtre du 1er ordre (filtre RC), composé par exemple d'une résistance en série et d'un condensateur en parallèle, la constante de temps τ = R.C ; par conséquent la fréquence de coupure s'écrit :
La fréquence de coupure correspond à un déphasage de π/4.
La notion de fréquence de coupure s'applique à des filtres d'ordre plus élevé. Un filtre passe-bande, un filtre coupe-bande, un filtre en plateau ont deux fréquences de coupure.
La convention de la moitié de la puissance s'applique généralement aux amplificateurs et systèmes de transmission. Il sert aussi, dans le domaine de l'audio, pour décrire les filtres ajustables des correcteurs et égaliseurs.

### Autres conventions
Pour des systèmes où la qualité de transmission est moins critique, et qui sont chargés de transmettre des signaux qui seront transformés en stimulus visuels ou auditifs, on choisit parfois un gabarit représentatif des limites d'une sensation nettement différente ou amoindrie, comme [+3, −6 dB], voire  [0, −20 dB], avec comme avantages
1. psychophysique, de mieux représenter la sensation perçue, les auditeurs et spectateurs compensant inconsciemment les défauts de transmission jusqu'à un certain point ;
2. promotionnel, de présenter une bande passante apparemment élargie par rapport à celle obtenue avec le gabarit commun.

Pour qualifier des transducteurs de haute qualité, on trouve au contraire des gabarits plus étroits, comme ±1,5 dB.
Dans certains cas, comme celui des filtres anti-repliement, préalables à l'échantillonnage du signal, il importe que le filtre se rapproche d'un filtre idéal, et le gabarit de la bande passante peut se définir utilement par une autre règle que celle de la moitié de la puissance. L'important, en effet, est le rejet des fréquences qui pourraient donner lieu à de l'intermodulation avec la fréquence d'échantillonnage (repliement de spectre).
Un filtre de Tchebychev présente, en contrepartie d'une sélectivité importante, une certaine irrégularité de la transmission dans la bande passante. Son diagramme de Bode présente, sur le plateau, des oscillations qui sont d'autant plus grandes que le filtre est sélectif.
On définit souvent la fréquence de coupure de ce genre de filtre comme la fréquence où le niveau descend en dessous du niveau inférieur des oscillations du plateau.

## Transmission radio
La fréquence de coupure en général se rapporte à une fréquence limite au-delà de laquelle les vecteurs d'onde accessibles au système sont imaginaires, engendrant des ondes évanescentes. C'est ainsi que la radio n'est plus captée dans certains tunnels, car la fréquence de la porteuse modulée est supérieure à la fréquence de coupure du guide d'ondes creux.
La fréquence de plasma est une fréquence de coupure, en ce sens qu'une onde électromagnétique ne peut se propager dans un plasma que si sa fréquence est supérieure à la fréquence de plasma. La fréquence de plasma de l'ionosphère étant de l'ordre de 10 MHz, les ondes de fréquence plus faibles se trouvent réfléchies, permettant la transmission d'ondes radio en bande décamétrique autour de la terre. Dans ce contexte, la fréquence de coupure est cette fréquence de plasma, la plus basse pour laquelle la propagation ionosphérique soit possible.

## Guides d'ondes
Dans un guide d'ondes, la fréquence de coupure est celle au-dessus de laquelle il n'est plus possible d'entretenir le mode fondamental dans le guide.
La fréquence de coupure d'une fibre optique se définit de la même manière, mais on parle plutôt de longueur d'onde de coupure, plus facile à mettre en relation avec le diamètre de la fibre.
Parmi les guides d'ondes, les tuyaux résonants ont été parmi les premiers objets d'étude de l'acoustique. La fréquence de coupure de ces tuyaux dépend de leur forme et de leur section, et est, comme pour les guides d'ondes électromagnétiques, la fréquence maximale pour laquelle on peut considérer que l'onde progressive dans le tuyau est une onde plane. Le tube de Kundt met à profit cette caractéristique pour permettre la mesure en incidence normale du coefficient d'absorption acoustique d'un matériau.
On peut considérer que la fréquence de Schroeder, dans l'étude du temps de réverbération d'une salle, qui régit la fréquence au-dessus de laquelle une salle peut présenter un champ suffisamment diffus pour qu'on puisse parler de réverbération, est du même ordre, quoi qu'on s'intéresse à l'autre côté de l'échelle des fréquences, où on ne peut avoir d'ondes planes.

## Biologie moléculaire
Dans l'expression « fréquence de coupure d'une molécule d'ADN par une enzyme », le terme fréquence renvoie à son usage en statistique et la coupure est un découpage effectif de la chaîne moléculaire.